# سردر و محراب مسجد محراب آذرشهر
سردر و محراب مسجد محراب آذرشهر مربوط به دوره صفوی و دوره قاجار است و در شهرستان آذرشهر، بخش حومه، شهر آذرشهر، میدان غفاری، خیابان قاضی، کوچه قاضی واقع شده و این اثر در تاریخ ۲۸ شهریور ۱۳۸۶ با شمارهٔ ثبت ۱۹۵۷۴ به‌عنوان یکی از آثار ملی ایران به ثبت رسیده است.